# Jochen Höller
Jochen Höller (* 1977 in Amstetten, Niederösterreich) ist ein österreichischer Künstler.

## Leben und Werk
Der aus Niederösterreich stammende Künstler Jochen Höller beschäftigt sich in seinen Werken mit elementaren Themen aus Gesellschaft, Technik, Religion und Kultur.
Nach seinem Studium der Bildhauerei an der Kunstuniversität Linz hat sich Höller ganz der Arbeit mit Papier zugewandt. Das bedeutet bei seiner Kunst, dass er seit 2006 Bücher als Material für seine künstlerische Arbeit verwendet und daraus Skulpturen und Objekte mit neuer Inhaltlichkeit schafft, denn er versteht sich nach wie vor als Bildhauer. 
Höller nahm 2008 an der Landesausstellung Widerständiges im Salzkammergut teil. Sein Beitrag zur Ausstellung Portrait in der Berliner G.A.S.-station 2009 wurde als "stiller Höhepunkt der Schau" gewertet.
Für seine Arbeit „Gerhard Roth - Aus Sicht des Gehirns“ erhielt er 2011 den 3. Platz des Walter-Koschatzky-Kunstpreises. Im selben Jahr konnte er mit Ludwig Wittgenstein, Tlp. 2.01231 seine erste Einzelausstellung im Ausland im Saarländischen Künstlerhaus in Saarbrücken realisieren.
Ebenfalls 2011 trug Höller im Bonner Künstlerforum zur Ausstellung Doppelgänger – Literatur und Bildende Kunst bei. 2012 war er im Kunstraum Niederösterreich vertreten.
An der Viennafair 2013 nahm Höller mit Unterstützung des Österreichischen Bundesministeriums für Unterricht, Kunst und Kultur teil. Höller wurde im gleichen Jahr für den Strabag Art Award International nominiert.
2014 beteiligte sich Höller an der multinationalen Ausstellung Der Menschheit Würde, die nacheinander in Wien, Sarajevo und Brno gezeigt wird. Höller war 2014 Stipendiat am Omi International Arts Center in den USA.
Höller hat seine Werke auf über 40 nationalen und internationalen Ausstellungen und Kunstmessen präsentiert.
Höller lebt und arbeitet in Wien.

## Publikationen
- Sandra Elsner, Katja Hanus (Red.): Jochen Höller. L. Wittgenstein TLP 2.01231. Ausstellungskatalog, deutsch/englisch Saarländisches Künstlerhaus Saarbrücken 2011, ISBN 978-3-940517-54-8.
- 333.333 questions. Is this book made by Jochen Höller? Künstlerbuch, Eigenverlag, Wien 2017, 1594 Seiten.

## Öffentliche Sammlungen
- Artothek des Bundes[13]
- Landesmuseum Niederösterreich[13]
- Sammlung der Stadt Wien